# Ommatius curvipes
Ommatius curvipes är en tvåvingeart som beskrevs av Meijere 1915. Ommatius curvipes ingår i släktet Ommatius och familjen rovflugor. Inga underarter finns listade i Catalogue of Life.